# 布雷托西诺
布雷托西诺，是西班牙卡斯蒂利亚-莱昂萨莫拉省的一个市镇。 总面积13平方公里，总人口314人（2001年），人口密度24人/平方公里。